# Матлешей-Айлендс-Матлешей-Шорс (Флорида)
Матлешей-Айлендс-Матлешей-Шорс (англ. Matlacha Isles-Matlacha Shores) — переписна місцевість (CDP) в США, в окрузі Лі штату Флорида. Населення — 227 осіб (2020).

## Географія
Матлешей-Айлендс-Матлешей-Шорс розташований за координатами 26°37′46″ пн. ш. 82°3′31″ зх. д. / 26.62944° пн. ш. 82.05861° зх. д. (26.629311, -82.058719).  За даними Бюро перепису населення США в 2010 році переписна місцевість мала площу 1,24 км², з яких 0,53 км² — суходіл та 0,71 км² — водойми.

## Демографія
Згідно з переписом 2010 року, у переписній місцевості мешкало 229 осіб у 122 домогосподарствах у складі 73 родин. Густота населення становила 185 осіб/км².  Було 177 помешкань (143/км²).
Расовий склад населення:
| - 98,3 % — білих - 1,3 % — азіатів - 0,4 % — корінних американців |

До двох чи більше рас належало 0,0 %. Частка іспаномовних становила 3,5 % від усіх жителів.
За віковим діапазоном населення розподілялося таким чином: 5,7 % — особи молодші 18 років, 52,4 % — особи у віці 18—64 років, 41,9 % — особи у віці 65 років та старші. Медіана віку мешканця становила 61,6 року. На 100 осіб жіночої статі у переписній місцевості припадало 106,3 чоловіків;  на 100 жінок у віці від 18 років та старших — 103,8 чоловіків також старших 18 років.
Середній дохід на одне домашнє господарство  становив 86 817 доларів США (медіана — 75 133), а середній дохід на одну сім'ю — 108 064 долари (медіана — 76 356). За межею бідності перебувало 2,8 % осіб, у тому числі 0,0 % дітей у віці до 18 років та 0,0 % осіб у віці 65 років та старших.
Цивільне працевлаштоване населення становило 232 особи. Основні галузі зайнятості: транспорт — 41,8 %, науковці, спеціалісти, менеджери — 22,0 %, освіта, охорона здоров'я та соціальна допомога — 14,7 %, мистецтво, розваги та відпочинок — 11,2 %.